# Claude Dravaine
Claude Dravaine est le pseudonyme de Jeanne Lichnerowicz, romancière française et traductrice née à Paris le 3 septembre 1888 et décédée à Hyères en juin 1957. 
Elle tient une place importante dans la littérature d'Auvergne.

## Biographie

### Enfance et formation
Son père, Jan Lichnerowicz, insurgé de la révolte polonaise de janvier 1863 contre l'Empire russe  trouve refuge à Ambert où il s'installe comme tailleur. Il épouse en 1873 à Ambert, Justine Faure, modiste, descendante de familles de papetiers d'Ambert : les Faure et les Gourbeyre. Ils ont au moins deux enfants, Jeanne et Jean (père du mathématicien André Lichnerowicz). Jan meurt en 1902.
Jeanne a vécu l'essentiel de sa vie dans la région d'Ambert en Auvergne.
Jeanne est admise aux oraux de l’École normale de Paris en 1913 mais préfère débuter une licence avant de l'abandonner.

### Traductrice, enseignante, autrice
En 1914 elle part à Londres comme secrétaire de la Société de recherches psychiques. Elle traduit des œuvres de l’auteur irlandais William Butler Yeats et de Virginia Woolf. En 1915, revenue en France, elle enseigne l’anglais et les lettres en collège à Ambert.
Dans les années 1920 elle partage son temps entre Paris, Ambert, et Cusset près de Vichy, puis devient apicultrice et éleveuse dans les monts du Livradois, mais aussi écrivaine :
Elle prend le pseudonyme de « Claude Dravaine » en référence à son ancêtre Claude Gourbeyre, papetier, et Dravaine, car l'écrivain Jean Angeli l'appelait « Dravena » c'est-à-dire « la prune » en occitan auvergnat. Elle a aussi pour ami Henri Pourrat qui la soutient matériellement et salue ses écrits.
Elle écrit Nouara, chroniques d’un antique village papetier, publié en 1927 où elle raconte la vie des papeteries ambertoises en faisant la chronique de son moulin d'Ambert. Elle publie dans des revues (L’Alsace française, Le Correspondant, Le temps…) et quotidiens régionaux, mais aussi des romans et récits pour la jeunesse.
Le 5 février 1931, elle est la première femme à entrer à l’Académie des sciences, belles-lettres et arts de Clermont-Ferrand.

### Mort
Vers juin 1957 elle part pour Hyères, où son corps est retrouvé dans un torrent, le Gapeau, le 9 juillet de la même année.

## Œuvres éditées

### Textes
- Nouara, chroniques d'un antique village papetier  (préf. Pierre de Nolhac, ill. Suzanne Cornillac de Tremines), Paris, Bossard, 1927, XI-244 p.Réédité à Teilhède : Aux Amoureux de science, 1986
- Michel changé en labri, Paris, Gedalge, coll. « Aurore » (no 19), 1930 (réimpr. 1940), 254 p.Prix de l'Académie française
- Le roi de Malmotte, Paris, Editions du Sagittaire, coll. « Campagne », 1947, 217 p.Prix Sully-Olivier de Serres (prix fondé en 1942 par le ministère de l'agriculture pour récompenser les meilleurs ouvrages sur la ruralité). Réédité à  [Clermont-Ferrand] : de Borée en 2004 sous le nom "Le grand domaine"
- La Folie Aymerigot, Paris, édition Bonne Presse, coll. « Étoiles », 1952, 183 p.

### Traductions
- William Butler Yeats, « La Sagesse du roi », la Revue bleue,‎ 7 octobre 1933, p. 577-580
- William Butler Yeats, « Le Crépuscule celtique », la Revue bleue,‎ 13 novembre 1933, p. 673-677
- Elizabeth Barrett Browning, « Sonnets portugais... », la Revue bleue,‎ mars 1939, p. 104-106
- William Butler Yeats, « Le Pot de bouillon », Jeux, tréteaux et personnages,‎ novembre-décembre 1946, p. 245-292
- Virginia Woolf, La Chambre de JacobValéry Larbaud fit traduire un chapitre par Claude Dravaine et Marie Kieffer, paru dans la Revue de Genève en décembre 1926 et dans La revue Nouvelle en mars 1927.

### Articles
- « L'art à l'école montagnarde », L'âge Heureux, no 40,‎ 14 octobre 1926
- « Au pays d'Auvergne, le lutin rouge », L'âge Heureux, no 19,‎ octobre 1927
- « Chronique littéraire : Rose Combe : Le Mile des Garret », Auvergne littéraire et artistique, no 59,‎ septembre-octobre 1931, p. 51-53
- « Un visiteur de l'Auvergne [Le poète symboliste anglais, Arthur Symons, traducteur de Verlaine et de Baudelaire.] », Auvergne littéraire et artistique, no 65,‎ novembre-décembre 1932, p. 19-24
- « Massillon à Ambert », Auvergne littéraire et artistique, no 69,‎ 1933, p. 42-46
- « Ramond et l'Auvergne », Auvergne littéraire et artistique, no 71,‎ 1933, p. 35-40
- « Louange des piqûres d'abeilles », Auvergne littéraire et artistique, no 88,‎ 1937, p. 21-22
- « Le maître papetier Auguste Favier », La feuille blanche, no 1,‎ janvier 1942
- « Hommage à Grégoire Claustre », La feuille blanche, no 3,‎ juillet 1942
- « Les Pilinski : Une famille d'artistes polonais, liés à l'Auvergne », Auvergne littéraire et artistique, no 134,‎ 1951, p. 33-40